# 201 Dywizja Lotnictwa Bombowego
201 Dywizja Lotnictwa Bombowego – radziecka i rosyjska dywizja Lotnictwa Dalekiego Zasięgu.
Wchodziła w skład (1991)  37 Armii Lotniczej Dalekiego Zasięgu z Moskwy. W grudniu 1991 zreorganizowano Lotnictwo Dalekiego Zasięgu, rozwiązano armie lotnicze, a dywizja weszła w bezpośrednie podporządkowanie dowódcy lotnictwa.

## Struktura organizacyjna
| W latach 1990–1991                         | W latach 1990–1991 | W latach 1990–1991 |
| Oddział                                    | Uzbrojenie         | Garnizon           |
| ------------------------------------------ | ------------------ | ------------------ |
| dowództwo dywizji                          |                    | Engels             |
| 1230 pułk samolotów tankowania w powietrzu | ZMS2, ZMN2         | Engels             |
| 182 Gwardyjski Sewastopolsko-Berliński plb | 22 x TU-95MS16     | Mozdok             |
| 184 Gwardyjski Połtawsko-Berliński plb     | 21 x TU-95MS16     | Priluki            |